# 珊瑚菜
珊瑚菜（学名：Glehnia littoralis），又名濱防風，为伞形科珊瑚菜属的植物。

## 形态
多年生草本，全株密被灰白色柔毛；主根直长，细柱形；茎单一直立；基生叶及茎下部的叶为一至二回三出式羽状复叶，倒卵状椭圆形或卵圆形小叶；复伞形花序顶生，夏季开白色花。

## 分布
分布在朝鲜、日本、俄罗斯、台湾岛以及中国大陆的福建、广东、辽宁、江苏、河北、山东等地，多自然生长在海边沙滩和肥沃疏松沙质土壤。
目前，已有以種子種植方式的人工栽培方法。

## 别名
辽沙参（辽宁）、海沙参（河北、江苏）、莱阳沙参（山东）、北沙参（药材名）

## 外部連結
- 北沙參 Beishasheng （页面存档备份，存于） 藥用植物圖像數據庫 (香港浸會大學中醫藥學院) （中文）（英文）
- 北沙參 Beishashen 中藥材圖像數據庫 (香港浸會大學中醫藥學院) （中文）（英文）
- 北沙參 Bei Sha Shen （页面存档备份，存于） 中藥標本數據庫 (香港浸會大學中醫藥學院) （繁體中文）（英文）